# Бомбашки процес
Бомбашки процес је назив за судски процес који је од 6. до 14. новембра 1928. године одржан пред Краљевским судбеним столом у Загребу против Јосипа Броза и још петоро оптужених за ширење комунистичке пропаганде и неовлашћено прикупљање и држање оружја и муниције. Када је у кући у којој су 4. августа 1928. године, ухапшени Јосип Броз и други оптужени, полиција пронашла четири бомбе, новине су о овом догађају писале као о „Бомбашкој афери”, па је због тога и сам процес назван „Бомбашки”.
Јосип Броз и још двојица оптужених били су проглашени кривима и осуђени на временске казне затвора, док је остало троје било ослобођено. Процес је остао упамћен по Титовом наступу на суду, пошто је јавно признао да је члан илегалне Комунистичке партије, али и изјави да не признаје овај суд, већ само суд своје партије
Након доношења пресуде, Јосип Броз је био упућен на издржавање затворске казне — најпре у затвор Лепоглаву, а потом у Марибор. После издржаних пет година, Броз је новембра 1933. године био пребачен у Огулин, где је до 14. марта 1934. одлежао остатак од седмомесечне казне затвора, на коју је био осуђен на тзв „Огулинском процесу”, октобра 1927. године.
Године 1978, Телевизија Загреб снимила је дводелни телевизијски филм „Бомбашки процес”, са Радетом Шербеџијом у улози Јосипа Броза.

## Титова активност у Загребу
Јануара 1928. године, Јосип Броз је у име Савеза металаца руководио штрајком металских радника у предузећу „Сила” у Загребу, јер је послодавац онемогућавао спровођење избора за радничке поверенике и отпустио шесторицу радника. Пошто је Обласна инспекција стала на страну послодаваца, штрајк је завршен неуспешно. Потом је током јануара и фебруара учествовао у припремама за Осму месну конференцију КПЈ за Загреб, која је одржана 25. фебруара. На овој Конференцији, Јосип Броз је као организациони секретер Месног комитета, дао критичку анализу дотадашњег рада Месног комитета и изнео предлоге о осуди „фркацијских борби“ и окретњу КПЈ животним проблемима радничке класе. На крају Конференције већина делегата је Јосипа Броза изабрала за новог политичког секретара Месног комитета.
Током марта и априла, Јосип Броз се као секретар Савеза радника металне индустије и обрта Југославије за Хрватску, бавио синдикалним питањима радника у Загребу, али и другим местима — Копривници и Карловцу. Крајем априла радио је и на организовању Првомајске прославе, односно организовања скупштине Независних синдиката, коју је полиција забранила, па је на дан 1. маја, на Брозову иницијативу, одлучено да радници закићени црвеним каранфилима оду у дворану биоскопа „Аполо”, где се одржавао митинг Социјалистичке партије и претворе је у скуп Независних синдиката. Овај план није успео, јер су социјалисти чим су почеле упадице радника, у споразуму са полицијом распустиле скупштину. Приликом покушаја полиције да испразни биоскопску салу, ухапшени су Јосип Броз и Камило Хорватин, као и још петорица радника. Они су потом од стране Краљевског редарственог равнатељством у Загребу били осуђени на по 14 дана затвора.
Након изласка из затвора, половином маја, Броз је одржао проширени састанак Месног комитета на коме се расправљало о Отвореном писму Извршног комитета Коминтерне, које је Коминтерна 13. априла упутила члановима КПЈ и у њему осудила фракцијске борбе. Све до половине јуна, Броз се бавио партијским радом на спровођењу Отвореног писма, као и синдикалним радничким питањима. Након атентата у Народној скупштини, 20. јуна 1928. године када је убијено и рањено неколико посланика ХСС-а, на улицама Загреба су отпочели масовни протести. Највећи протест био је 21. јуна, на коме је било више од 30.000 људи. Током овог протеста, на више места у Загребу су биле постављане барикаде, а у сукобу жандармерије и демонстраната било је троје мртвих и више рањених, док је око 120 демонстраната је ухапшено.
Одмах по вести о атентату у Скупштини, Биро ЦК КПЈ је у Загребу одржао седницу, на којој је оценио да ће доћи до нових напада на раднички покрет и хапшења партијске централе, па су одређени заменици свих чланова Бироа ЦК КПЈ. Јосип Броз је тада именован за заменика организационог секретара Јакоба Жорге. Броз је 22. јуна, поводом крвавог обрачуна полиције с демонстрантима, у име Месног комитета КПЈ за Загреб написао летак у коме је позвао загребачке раднике да 23. јуна ступе у генерални штрајк. Истог дана, Броз је и у име Покрајинског радничког синдикалног одбора за Хрватску издао летак у коме је позвао загребачке раднике на генерални штрајк. До генералног штрајка загребачких радника није дошло, али је остварен низ мањих штрајкова у предузећима и фабрикама, а највећи је био у Радионици државних железница, у коме је 26. јуна учествовало 1.200 радника.
Крајем јуна, Броз наставља са партијским радом на спровођењу Отвореног писма, али због новонастале ситуације почиње да живи полуилегално. Наставио је да станује у Петровој улици број 62, али је често ноћио по другим становима. У просторије синдиката навраћао је изненада и на кратко.

## Хапшење
Загребачка полиција је 10. јула 1928. године издала извештај надлежним органима о растурања летака Покрајинског радничког синдикалног одбора, који је у име одбора издао Јосип Броз. Десет дана касније, 21. јула загребачка полиција је под бројем 10726 расписала потерницу за Јосипом Брозом. После свега пар дана полиција је 27. јула успела да ухапси Броза у стану у Петровој улици број 62. Потом је био спроведен у просторије Савеза металских радника у Илици број 49, где је требало да присуствује претерсу. Током претерса просторија, Броз је искористио прилику да побегне — кроз прозор тоалета пребацио се на кров шупе, а потом у двориште. Након овога наставио је да живи у потпуној илегалности.
Јосип Броз је још у току јуна изнајмио собу у стану Андрије Божичковића и Еве Копривњак, у Виноградској цести број 46. Ову собу, Броз је користио за илегални рад и овде је било партијско склониште за литературу, а ту је повремено радила и техника Месног комитета КПЈ за Загреб. Полиција је ово партијско склониште открила сасвим случајно — криминална полиција је у околини овог стана трагала за неким украденим стварима, па је притом сазнала да у тај стан долази више људи. На дан 4. августа 1928. полиција је упала у стан у Виноградској цести и извршила претрес, током кога је у стану пронашла велику количину партијског материјала — 9 комада брошура „Основи Лењинизма”, 30 комада разних брошура о Лењину и Карлу Марску, рукопис летка МК КПЈ за Загреб од 22. јуна, више билтена ЦК КПЈ за јули и др. Такође, приликом претреса је пронађена и знатна количина оружија и муниције — четири бомбе, један пиштољ, 16 набоја за војничку пушку и 17 набоја за пиштољ. Након претреса стана, Андрија Божичковић и Ева Копривњак су одмах били ухапшени.
За време полицијског упада у стан на Виноградској цести, Јосип Броз се налазио на састанку партијске ћелије у гостиони „Паромлин” на Котурашкој цести. Пре поноћи, Броз је кренуо кући, али му је на Пејачевићевом тргу, пришао један човек, кога је раније виђао у синдикатима и рекао да га другови хитно траже у стану на Виноградској цести. Не слутећи да је овај човек полицијски доушник, Броз се упутио ка Виноградској цести, где је приликом уласка у стан ухапшен. Двојица агената, која су чекала у заседи, су га савладала и код њега пронашла пиштољ марке „Бровнинг”, као и нешто илегалног партијског материјала.
Након Брозовог хапшења, полиција је наставила да дежура испред стана у Виноградској цести, па је наредних дана ухапшено још неколико лица, међу којима су били — Игнац Копривњак, рођак Еве Копривњак; Фрањо Новоселић, члан технике омладинског руководства у Загребу; Павле Брејер, власнике књижаре у Загребу; као и Пелагија Броз, радница и супруга Јосипа Броза и Катица Гачић, радница. Пошто полиција током истраге није успела да повеже учешће Пелагије Броз и Катице Гачић у организовању илегалног партијског пункта, оне су после неколико дана биле пуштене.

## Титов боравак у притвору
Након хапшења Јосип Броз је био одведен у затвор Редарственог равнатељства у Илици 105, где је сачињен записник ствари које су пронађене код њега. Сутрадан, 5. августа изведен је на прво саслушање на коме је изнео основне податке о свом животном путу, али и о свом синдикалном раду у својству синдикалног функционера. Напоменуо је да политички припада Савезу радника и сељака, док је идејно опредељен комунистички. Приликом испитивања, 6. августа, Броз је био суочен са Евом Копривњак. Пошто није желео да одговара на питања, шеф агената Јулио Римај га је ударио столицом по глави и грудима. Броз је након тога тражио да га прегледа лекар и констатује повреде које су му нанете, али пошто му није био одобрен лекарски преглед, он је ступио у штрајк глађу.
Током наредних дана 7, 8. и 9. августа загребачка и београдска штампа је објавила више натписао о „Бомбашкој афери” и хапшењу Јосипа Броза. Загребачки лист „Обзор” први је 7. августа донео вест о хапшењу у натпису под називом Пред новим хапшењима у Загребу. Након недељу дана од хапшења, 11. августа Редарствено равнатељство у Загребу је Јосипа Броза и остале ухапшенике пребацило у затвор Судбеног стола. Након пребацивања у други затвор, Броз је прекинуо са штрајком глађу. Наредног дана, Председнички уред Краљевског редарственог равнатељства је Краљевском државном одветништву доставило кривичну пријаву против ухапшених. Детективи Редарственог равнатељства тада су Државном тужилаштву предали извештај у коме су их упозорили да је код Јосипа Броза приликом хапшења пронађен пиштољ, да је склон бегу и да је за време свог боравка у Русији служио бољшевицима. Краљевско државно надодвјетништво је 14. августа предало истражном судији Краљевског судбеног стола пријаву с предлогом да се против ухапшених поведе истрага, одређујући иствоременом истражни затвор.
Током боравка у притвору, Јосип Броз је преко стражара Петра Брчића, који је био симатизер комуниста, успео да руководству КПЈ, односно Ђури Ђаковићу, пошаље писмо у коме је описао на који је начин ухапшен, шта је од илегалне литературе полиција нашла код њега и у партијском пункту у Виноградској улици, као и о полицијској тортури која је спроведена над њим и осталим ухапшенима. Он је Ђуру Ђаковића лично обавестио да ће приликом судског процеса отворено иступити као члан Комунистичке партије.

## Процес

### Оптужени
Поред Јосипа Броза на „Бомбашком процесу” је било оптужено још петоро лица:
- Андрија Божичковић, рођен 1901. године, подворника из Воћина. Осуђен на две године затвора.
- Ева Копривњак, рођена 1894. године, домаћица из Мале Ерпење. Ослобођена оптужбе.
- Фрањо Новселић, рођен 1907. године, типографски радник из Осијека. Првобитно осуђен на три године затвора, али му је казна смањена на две године.
- Игнац Копривњак, рођен 1887. године, радник из Мале Ерпење. Ослобођен отужбе.
- Павле Брејер, рођен 1904. године, правник из Крижеваца. Ослобођен оптужбе.

Андрија Божичковић је након издржане затворске казне у затвору у Лепоглави, био пуштен на слободу, а 1941. године су га ухапсиле усташе и одвеле у логор, одакле се никада није вратио. Његова невенчана супруга Ева Копривњак, живела је у Загребу до 1955. године. Њен рођак, Игнац Копривњак, живео је у селу Антуновцу, код Осијека до 1952. године. Фрањо Новоселић је после изласка из затвора наставио са учешћем у револуционарном покрету, а од 1941. године је учествовао у Народноослободилачком рату. Године 1944. је био заробљен и одведен у логор Дахау, одакле се никада није вратио. Павле Брејер је активно учествовао у револуционарном покрету, због чега је у периоду од 1929. до 1933. године, више пута био хапшен и осуђиван на по неколико месеци затвора. Током 1935. године сарађивао је за Земаљским бироом ЦК КПЈ. У новембру 1935. је био ухапшен и јуна 1936. године осуђен на годину дана затвора. Након изласка из затвора, једно време се био пасивизирао и није сарађивао са револуционарним покретом, али је учествовао у Народноослободилачком рату у ком је погинуо 1944. године.